# Spanische Badmintonmeisterschaft 2021
Die Spanische Badmintonmeisterschaft 2021 war die 40. Auflage der spanischen Titelkämpfe in dieser Sportart. Sie fand vom 4. bis zum 6. Juni 2021 in Cartagena statt.

## Die Sieger und Platzierten
| Disziplin    | Gold                             | Silber                      | Bronze                         |
| ------------ | -------------------------------- | --------------------------- | ------------------------------ |
| Herreneinzel | Pablo Abián                      | Álvaro Vázquez González     | Alvaro Leal                    |
| Herreneinzel | Pablo Abián                      | Álvaro Vázquez González     | Enrique Peñalver               |
| Dameneinzel  | Clara Azurmendi                  | Beatriz Corrales            | Nerea Ivorra                   |
| Dameneinzel  | Clara Azurmendi                  | Beatriz Corrales            | Ania Setien                    |
| Herrendoppel | Javier Abian Pablo Abián         | Joan Monroy Carlos Piris    | Ernesto Baschwitz Marc Cardona |
| Herrendoppel | Javier Abian Pablo Abián         | Joan Monroy Carlos Piris    | Javier Suarez Ivan Villanueva  |
| Damendoppel  | Clara Azurmendi Beatriz Corrales | Lucía Rodríguez Ania Setien | Nerea Ivorra Claudia Leal      |
| Damendoppel  | Clara Azurmendi Beatriz Corrales | Lucía Rodríguez Ania Setien | Laia Oset Laura Santos         |
| Mixed        | Alberto Zapico Lorena Uslé       | José Molares Elena Lorenzo  | Alvaro Leal Paula López        |
| Mixed        | Alberto Zapico Lorena Uslé       | José Molares Elena Lorenzo  | Javier Sánchez Manuela Díaz    |